# Llerasia rufescens
Llerasia rufescens là một loài thực vật có hoa trong họ Cúc. Loài này được (S.F.Blake) Cuatrec. mô tả khoa học đầu tiên năm 1970.